# Diverse
Diverse, pseudonimo di Kenny Jenkins (Chicago, ...), è un rapper statunitense.
Acclamato dalla critica come il migliore MC della città dai tempi di Common, si caratterizza per un vocabolario complesso ed ampio, peculiarità che lo colloca all'interno dell'hip hop intellettuale e che gli ha fatto guadagnare più di un accostamento a Talib Kweli. Non è comunque particolarmente conosciuto se non tra gli amanti dell'hip hop underground.

## Biografia
Diverse nasce ad Englewood, Chicago, e fin dall'adolescenza sviluppa interesse per l'hip hop scrivendo liriche, pur evitando di esibirsi in pubblico. Dopo aver terminato il liceo, nel 1993 si iscrive all'Università dell'Illinois ed entra a far parte della squadra universitaria di baseball, in cui rimarrà fino ad un serio infortunio ai legamenti.
Tornato a Chicago, lavora come corriere postale e ricomincia ad appassionarsi alla musica, iniziando a lavorare con il produttore Matt Sibert e con il gruppo Shag, che suona un funk sperimentale, lavora poi in associazione con gruppi quali J.U.I.C.E., Copperpot e Iomos Marad. Dopo aver incontrato il titolare della Chocolate Industries, Diverse pubblica il suo EP di debutto, Move, apparso nel 2001, è stato accompagnato dal singolo Time ed annovera collaborazioni con il bassista degli Isotope 217 Matt Lux ed il percussionista e produttore jazz Ted Sirota.
Il successo dell'EP permette al rapper di Chicago di abbandonare il lavoro e dedicarsi completamente alla musica. Collabora con Mos Def al brano Wylin' Out, che viene inserito nella compilation della Chocolate Industries Urban Renewal Program. A questo punto Diverse entra nella scena underground di New York, pubblicando alla fine dell'estate del 2002 il singolo Build, ed alla fine del 2003 l'LP One A.M, che vanta collaborazioni di beatmakers come RJD2, Madlib, Prefuse 73, e rapper come Lyrics Born, Jean Grae e Vast Aire dei Cannibal Ox.
Nel 2005, Diverse assieme alla crew Lawless Element di Detroit, compare sulla traccia intitolata ...Something. Magnif, il producer associato alla Lawless Element, è tra quelli che lavorano al secondo LP di Diverse, Round About, previsto nel 2006.

## Influenze
Diverse cita nei suoi lavori Mos Def, Pharaohe Monch degli Organized Konfusion, e Posdnuos dei De La Soul come i tre artisti che lo hanno maggiormente influenzato. Apprezza inoltre il lavoro di Spike Lee e Sidney Poitier.

## Stile lirico e contenuti
Lo stile di Diverse è pulito, con un ampio vocabolario ed un frequente uso di similitudini ed immagini poetiche. Le sue tracce, esclusi i battle rap, sono più delicate e dai toni meno battaglieri rispetto a molti altri rapper.

## Discografia
- Move CD/12" (2001)
- One A.M. CD/2xLP (2003)